# Musculus prophragma-mesophragmalis
Musculus prophragma-mesophragmalis, mięsień IIdlm1, (ang. first phragmo-second phragmal muscle, mesothoracic dorsal indirect muscle, pl. mięsień przedniofragmo-środkowofragmalny) – mięsień występujący w tułowiu owadów.
Mięsień należący do grupy "podłużnych mięśni grzbietowych" (ang. dorsal longitudinal muscles) oraz do grupy mięśni mezofragmalnych (ang. mesophragmal muscles). Zlokalizowany jest w śródtułowiu. Swój początek bierze na przedniej krawędzi śródplecza, na trzeciej apofizie tergalnej, a zaczepia się na przedniej krawędzi zaplecza, na czwartej apofizie tergalnej. Mięsień ten łączy więc pierwszą fragmę (prophragma) z drugą fragmą (mesophragma).
Służy on jako depresor skrzydeł.
U błonkówek z nadrodziny Trigonaloidea mięsień ten wychodzi częściowo z tylnej części profragmy, a częściowo z miejsca pomiędzy listewkami notauli w przedniej części mesoscutum. Przyczepia się natomiast do przednio-brzusznej części mezofragmy.
U ważek mięsień ten jest bardzo niewielki. U straszyków z rodzaju Timema jest natomiast płaski.
Mięsień ten jest homologiczny do musculus mesophragma-metaphragmalis w zatułowiu.